# هنري ميتلاند ويلسون
هنري ميتلاند ويلسون (بالإنجليزية: Henry Maitland Wilson, 1st Baron Wilson)‏ هو عسكري وسياسي بريطاني (وحمل سابقاً جنسية المملكة المتحدة لبريطانيا العظمى وأيرلندا)، ولد في 5 سبتمبر 1881 في لندن في المملكة المتحدة، وتوفي في 31 ديسمبر 1964 في تشيلتون في المملكة المتحدة. انتخب عضو مجلس اللوردات.

## روابط خارجية
- هنري ميتلاند ويلسون على موقع الموسوعة البريطانية (الإنجليزية)
- هنري ميتلاند ويلسون على موقع مونزينجر (الألمانية)